# Liochlaena
Liochlaena là một chi rêu trong họ Jungermanniaceae.